# کورت لیندر
کرت لیندر (انگلیسی: Kurt Linder؛ زادهٔ ۸ اکتبر ۱۹۳۳) بازیکن فوتبال اهل آلمان است.
از باشگاه‌هایی که در آن بازی کرده‌است می‌توان به باشگاه فوتبال المپیک لیون، باشگاه ورزشی یانگ بویز برن، باشگاه فوتبال راپید وین، باشگاه فوتبال کارلسروهه، باشگاه فوتبال روت‌وایس اسن، و باشگاه فوتبال لوزان-اسپورت اشاره کرد.